# مارک گیل
مارک گیل (انگلیسی: Mark Gayle؛ زادهٔ ۲۱ اکتبر ۱۹۶۹) بازیکن فوتبال اهل بریتانیا است.
از باشگاه‌هایی که در آن بازی کرده‌است می‌توان به باشگاه فوتبال بلکپول، باشگاه فوتبال بیرمنگام سیتی، باشگاه فوتبال کرو آلکساندرا، باشگاه فوتبال چسترفیلد، باشگاه فوتبال لوتون تاون، باشگاه فوتبال والسال، باشگاه فوتبال تاموورث، باشگاه فوتبال ووستر سیتی، باشگاه فوتبال لیورپول، باشگاه فوتبال چلتنهام تاون، و باشگاه فوتبال چسترفیلد اشاره کرد.